# Tasmania cricket team
Il Tasmania cricket team è una delle 6 squadre di cricket che si contendono annualmente il prestigioso torneo di First Class cricket Sheffield Shield. In tale competizione è la squadra con il minor numero di partecipazioni al torneo essendo stata ammessa nella stagione 1977–78. Dopo essere stata per anni la cenerentola del torneo è riuscita ad aggiudicarsi la competizione per la prima volta nel 2006-07.

## Palmares
- Sheffield Shield/Pura Cup: 3

2006-07, 2010-11, 2012-13
- Campionato nazionale Limited Overs: 4

1978–79, 2004–05, 2007–08, 2009–10